# Třída Murray Jip
Třída Murray Jip je třída víceúčelových korvet Námořnictva Spojených arabských emirátů. Jedná se o malá, ale silně vyzbrojená plavidla. Třídu tvoří dvě jednotky postavené německou loděnicí Lürssen jako typ FPB 65 (číslo označuje délku trupu). Obě jsou stále v aktivní službě.

## Pozadí vzniku
V loděnicích Lürssen byly postaveny dvě jednotky této třídy, pojmenované Murray Jip (P 6501) a Das (P 6502). Obě byly do služby zařazeny v roce 1991.

## Konstrukce
Konstrukce této třídy vznikla zvětšením bahrajnských korvet třídy Al Manama (FPB 62). Plavidla nesou vyhledávací radar Sea Giraffe 50HC a systém řízen palby DRBC-51C. Hlavňovou výzbroj tvoří jeden 76mm kanón OTO Melara v dělové věži na přídi a jeden 30mm kanón obranného systému Goalkeeper. Údernou výzbroj tvoří dva čtyřnásobné vypouštěcí kontejnery pro protilodní střely MM.40 Exocet. Obranu proti vzdušným cílům představuje osm protiletadlových řízených střel Crotale. Korvety jsou na zádi vybaveny přistávací plochou a hangárem, umožňujícím operace jednoho vrtulníku AS316 B Alouette III. Pohonný systém tvoří čtyři diesely. Lodní šrouby jsou čtyři. Nejvyšší rychlost přesahuje 34 uzlů.